# Begräbnisfeier für Papst Johannes Paul II.
Die Begräbnisfeier für Papst Johannes Paul II. fand am 8. April 2005 statt. Sechs Tage zuvor, am 2. April 2005, war das Oberhaupt der Katholischen Kirche nach über 26 Jahren Amtszeit gestorben.

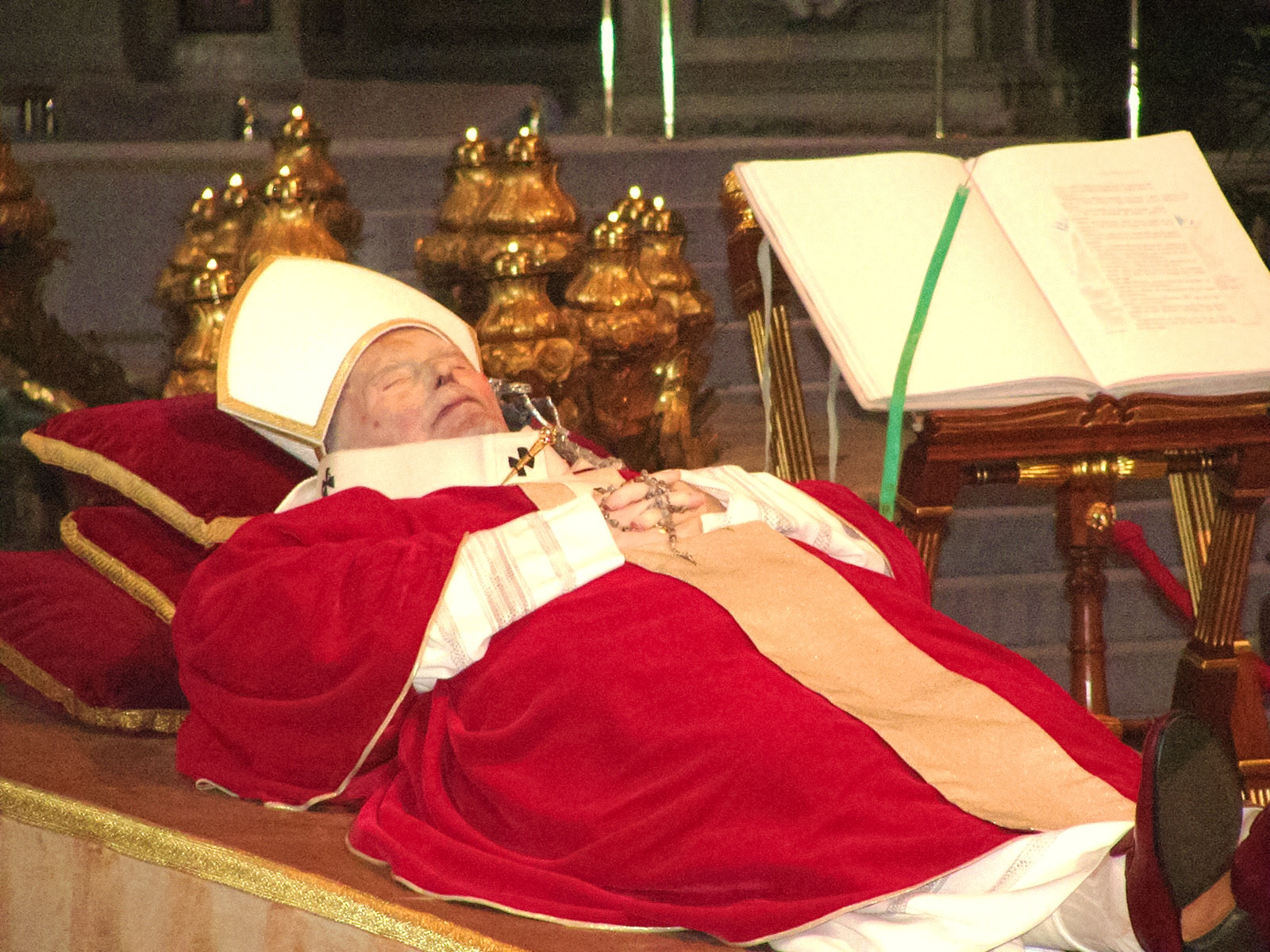
Der aufgebahrte Leichnam von Papst Johannes Paul II.

## Ritus der päpstlichen Begräbnisfeier
Jahrhunderte alte Traditionen und Rituale werden bei der Begräbnisfeier eines verstorbenen Papstes angewandt.

### Tod des Papstes
Der Tod des Papstes wird durch den Camerlengo festgestellt. Dieses läuft immer gleich ab:
Der Kardinalkämmerer betritt begleitet von einer mit Hellebarden bewaffneten Wache der Schweizergarde (als Zeichen der auf ihn übergegangenen Autorität) im Beisein des Zeremoniärs, der Prälaten sowie des Sekretärs und Kanzlers der Apostolischen Kammer das Schlafzimmer des Papstes. Der Camerlengo stellt den Tod des Papstes offiziell fest. Danach stellt der Sekretär und Kanzler der Apostolischen Kammer unverzüglich eine amtliche Sterbeurkunde aus (die Todesursache muss nicht genannt, eine Autopsie nicht angeordnet werden). In Anlehnung an ein altes Ritual sprach er ihn zweimal mit seinem Taufnamen an.
Anschließend entfernte Eduardo Martínez Somalo den Fischerring und zerstörte diesen vor dem Kollegium der Kardinäle. So wurde sichergestellt, dass keine Dokumente gefälscht und auf den Namen Johannes Paul II. ausgestellt werden konnten.
Nach der Zerstörung des Fischerrings versiegelte der Camerlengo die Privatgemächer des Papstes mit Wachssiegeln, damit diese von niemandem betreten werden konnten.
Der Todesschein wurde von Renato Buzzonetti ausgestellt. Daraufhin wurden durch den Kardinaldekan Joseph Kardinal Ratzinger die Kardinäle auf der ganzen Welt zusammengerufen, um im Konklave einen neuen Papst zu wählen.
Auf eine Einbalsamierung wurde bei Johannes Paul II. im Gegensatz zu seinen Vorgängern verzichtet. Auch wurde dem Begehren widersprochen, dass Gliedmaßen, bzw. das Herz in Polen begraben würde.

## Beisetzung

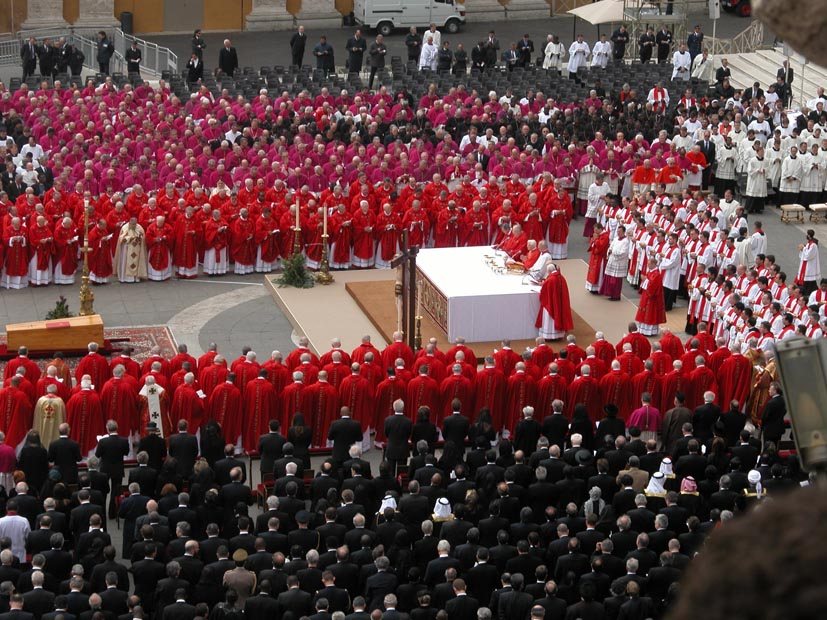
Requiem am 8. April 2005

Nach dem Tod des Papstes kam es, begleitet von einer umfangreichen Berichterstattung der Medien, zu Versammlungen in vielen größeren Metropolen und schließlich zu einer riesigen Pilgerbewegung nach Rom, wo am Abend des 4. April 2005 der Leichnam aufgebahrt wurde. Bereits während des ersten Tages erwiesen eine halbe Million Menschen dem verstorbenen Papst die letzte Ehre.

## Totenmesse

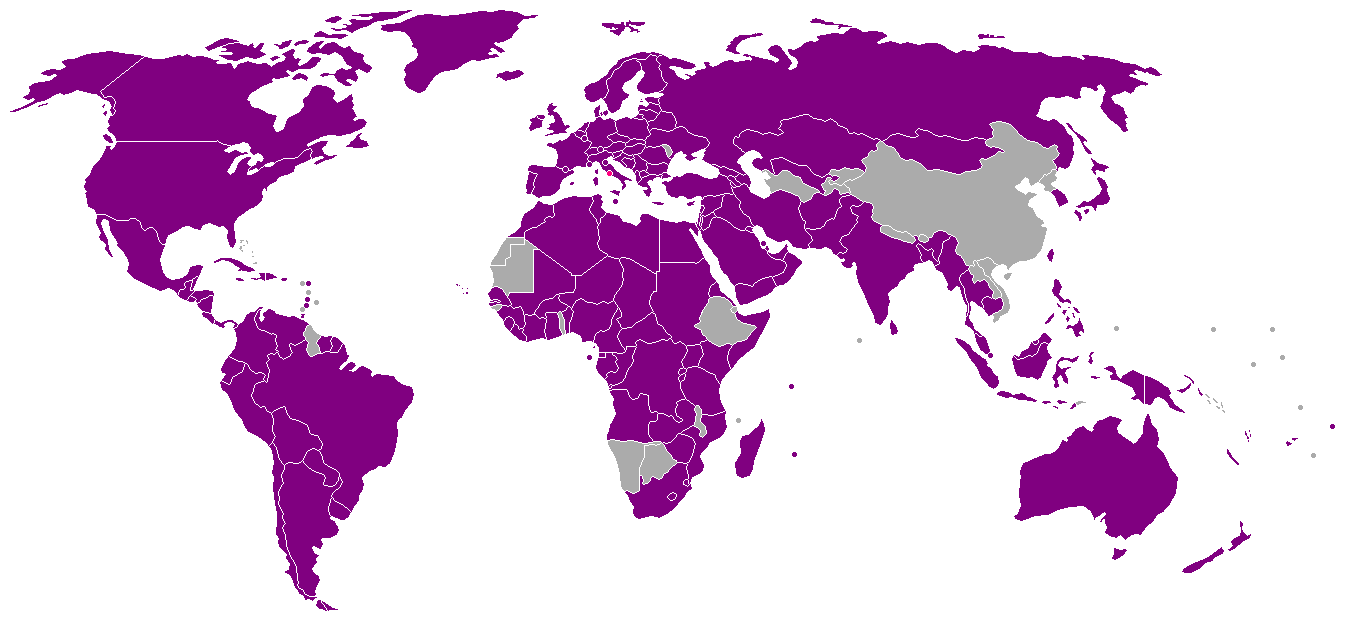
Karte, auf der die Länder der Vertreter eingezeichnet sind, die zur Beerdigungsfeier von Johannes Paul II. kamen

Zu den Exequien am 8. April 2005 auf dem Petersplatz kamen 3,5 Millionen Pilger nach Rom, viele davon aus Polen. Der Papst muss zwischen dem vierten und dem sechsten Tag nach seinem Tod beerdigt werden, weshalb man sich im Kardinalskollegium für den Freitag entschied. 200 Staats- und Regierungschefs und hohe geistliche Vertreter verschiedener Religionen wohnten der Feier bei. Zu den Gästen zählten unter anderem der Ökumenische Patriarch von Konstantinopel Bartholomäus I., der Metropolit von Smolensk und Kaliningrad Kyrill I. als Vertreter des Außenamtes der Russisch-Orthodoxen Kirche, der Gründer und Prior der Gemeinschaft von Taizé Frère Roger Schutz sowie der damalige Papst der Koptischen Kirche, Schenuda III. Die Totenmesse wurde darüber hinaus im Fernsehen fast weltweit übertragen. So wurde die Zeremonie weltweit von vermutlich über zwei Milliarden Menschen mitverfolgt. Damit war die Beerdigung die größte dokumentierte Beerdigung, die jemals stattgefunden hat. Gleichzeitig war es eine der am meisten verfolgten, wenn nicht sogar die meistverfolgte Veranstaltung in der Geschichte der Telekommunikation.

### Prozession
Die Beerdigungsprozession begann im Petersdom unter Ausschluss der Öffentlichkeit. Allein dem Kollegium der Kardinäle und einigen hochrangigen Bischöfen war die Teilnahme daran gestattet. Dabei wurde der Papst in einem Zypressensarg platziert und Stanisław Dziwisz legte einen weißen Schleier über den Leichnam; dies war seine letzte Handlung als päpstlicher Privatsekretär. Anschließend wurde der Sarg versiegelt und die Tore des Petersdoms geöffnet.

### Liturgie der Totenmesse

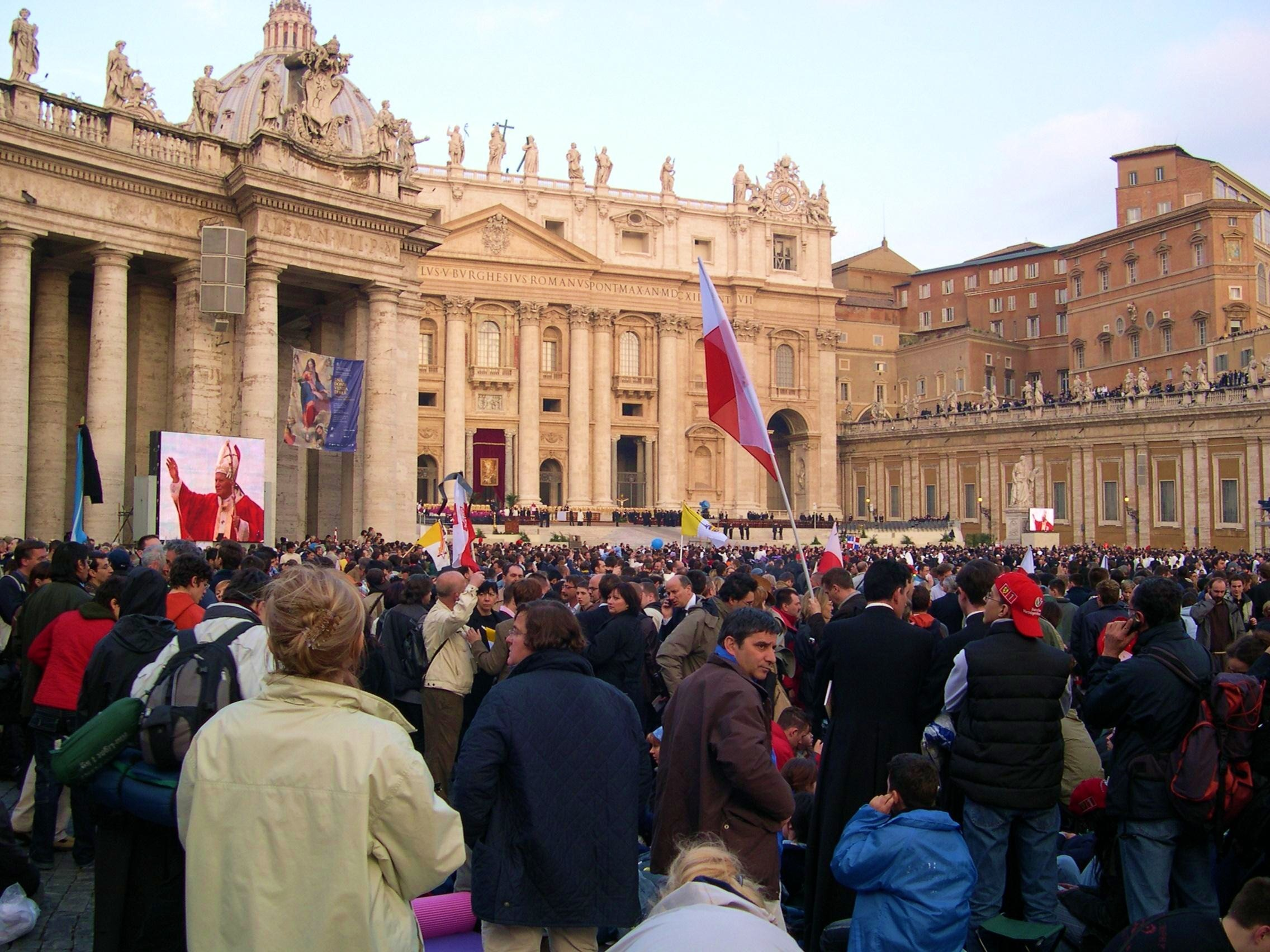
Versammelte Pilger am Tag der Totenmesse

Den Beginn der Messe bildete der Wortgottesdienst. Hierbei war die erste Lesung aus der Apostelgeschichte, auf welche die Psalmen 22 und 23 folgten. Die zweite Lesung war aus dem Brief des Paulus an die Philipper. Die Evangelienlesung wurde aus dem Evangelium nach Johannes verkündet.
Auf das Evangelium folgte die Predigt von Kardinal Ratzinger, in welcher er auf wichtige Stationen im Leben von Johannes Paul II. einging. Dieser folgte die Eucharistiefeier.
Der Messe schloss sich der Gesang In paradisum an.

### Beisetzung

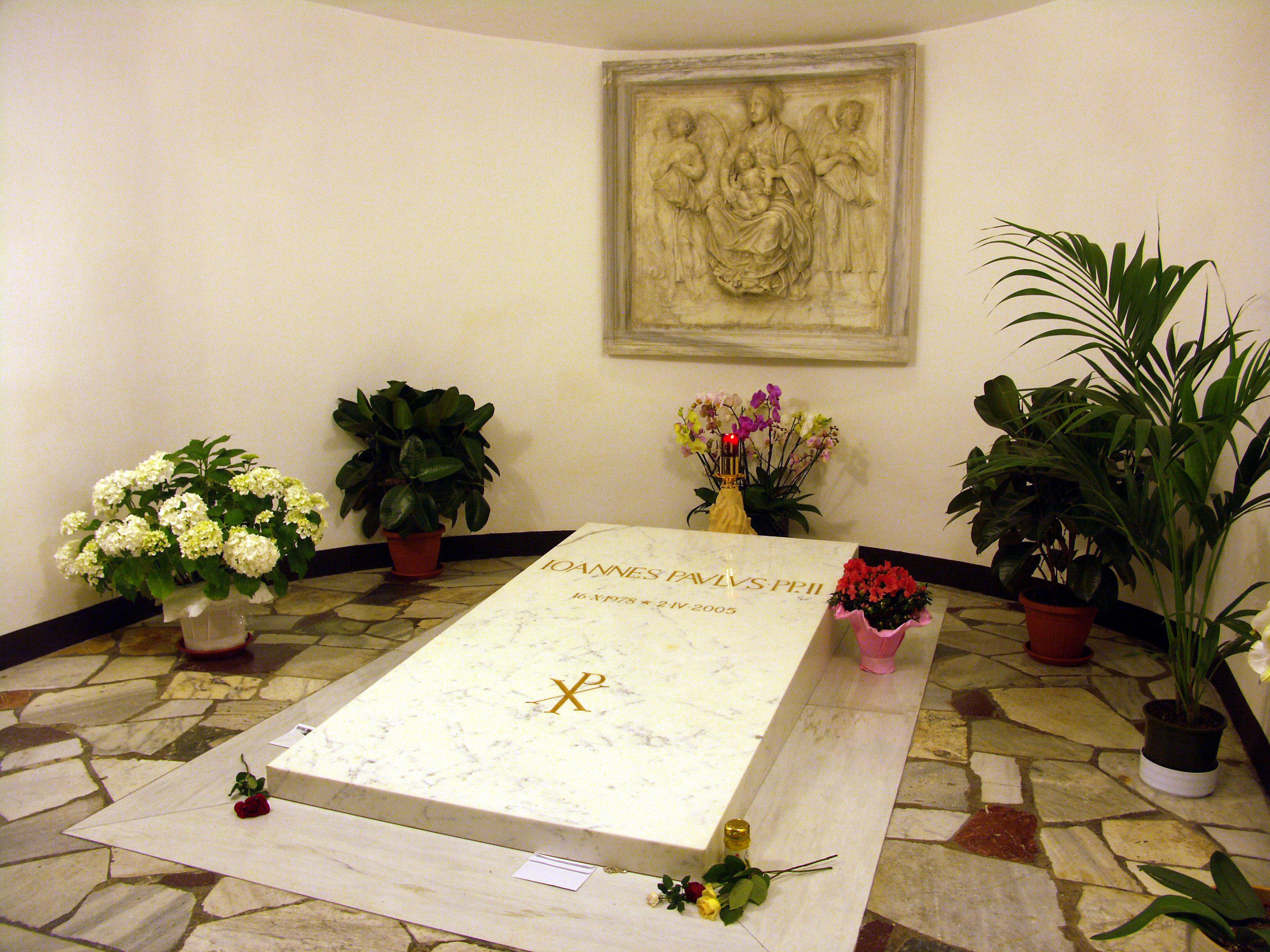
Erste Grabstätte Johannes Pauls II. in der Papstgruft des Petersdoms (2005 bis 2011)

Johannes Paul II. wurde unter Ausschluss der Öffentlichkeit in der Papstgruft des Petersdoms an der Stelle beigesetzt, die bis zu dessen Umbettung im Jahr 2000 die Grabstätte von Johannes XXIII. gewesen war. Aus seinem Heimatland Polen gab es Stimmen, die eine Beisetzung oder zumindest eine Bestattung des Herzens in Polen forderten. Die Entscheidung über die Bestattungsumstände überließ Johannes Paul II. in seinem Testament jedoch dem Kardinalskollegium, das sich für die Beisetzung in Rom entschied.
Der Zinksarg wurde in einen größeren Sarg aus Walnussholz (traditionell Ulmenholz) gehievt, der mit Nägeln aus purem Gold verschlossen wurde.
Der Außensarg wurde mit drei bronzenen Plaketten geschmückt: ein einfaches Kreuz an der Stirnseite des Sarges, eine mittlere Plakette mit dem Papstnamen und der Zeitdauer der irdischen Existenz sowie der Zeitdauer des Pontifikats sowie ein drittes mit dem Wappen Johannes Paul II. an den Füßen. Die mittlere Plakette enthält folgende Inschrift in Latein:

VIXIT ANNOS LXXXIV MENSES X DIES XV

ECCLESIAE UNIVERSAE PRAEFUIT

Er lebte 84 Jahre, 10 Monate, 15 Tage

Er stand der Universalkirche vor

## Sicherheitsmaßnahmen
Aufgrund der großen Menge an versammelten Pilgern und Ehrengästen bestand die Befürchtung der Gefahr von Terroranschlägen.
So wurde am 6. April ein Flugbeschränkungsgebiet über Rom eingerichtet sowie die Italienischen Streitkräfte und die Italienische Polizei in Alarmbereitschaft versetzt. Zudem wurden die Flughäfen Rom-Ciampino und Rom-Fiumicino sowie einige kleinere lokale Flughäfen geschlossen.